# مايك ماغواير
مايك ماغواير (بالإنجليزية: Mike McGuire)‏ هو مدرب كرة سلة أمريكي، ولد في 18 مارس 1977 في Vinton, Virginia ‏ في الولايات المتحدة.